# David Archuleta

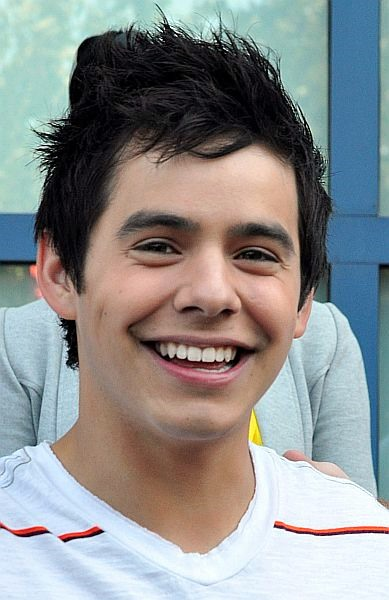
David Archuleta, 2010

David James Archuleta (Miami, 28 december 1990) is een Amerikaans singer-songwriter. Hij werd tweede in het zevende seizoen van American Idol in mei 2008. In augustus 2008 bracht hij in Amerika zijn debuutsingle Crush uit. In november 2008 kwam zijn debuutalbum uit en tweede single A Little Too Not Over You werd op 6 januari 2009 vrijgegeven. Wegens de verkoop van 1 miljoen verkochte exemplaren in de VS werd David Archuleta onderscheiden met Platina. Eind dat jaar volgde het kerstalbum Christmas From The Heart. In januari 2009 maakte hij zijn acteerdebuut in iCarly. Hierna hervatte Archuleta de opnames voor zijn tweede album met eigen materiaal, waarmee in oktober 2009 al begonnen was. Het nummer Something 'Bout Love werd in juli 2010 gelanceerd als de leadsingle van het nieuwste album, dat de titel The Other Side Of Down draagt. Voor deze plaat werkte de zanger samen met onder andere Mike Komprass, Emanuel Kiriakou, Shelly Peiken, Claude Kelly, Lindy Robbins en Joy Williams. Archuleta zelf is co-writer van 10 liedjes. Something 'Bout Love werd een bescheiden hit in de VS. Tweede single van dit album is Elevator.
Op 19 december 2011 vertelde hij tijdens een concert van de My Kind Of Christmas Tour dat hij had besloten om missionaris te worden voor de Kerk van Jezus Christus van de Heiligen der Laatste Dagen, hij vertrok op woensdag 28 maart 2012 naar Het mission training centre (MTC) om daar opgeleid te worden tot missionaris. Hij is hier 3 weken gebleven en vervolgens op 16 mei vertrokken naar Zuid-Amerika om daar zijn missie te dienen voor 2 jaar.

## Discografie

### Muziekalbums
| Jaar | Album                                                                          | Hoogste positie | Hoogste positie | Hoogste positie | Hoogste positie | Hoogste positie | Certificatie |
| Jaar | Album                                                                          | US              | AUS             | CAN             | GER             | UK              | Certificatie |
| ---- | ------------------------------------------------------------------------------ | --------------- | --------------- | --------------- | --------------- | --------------- | ------------ |
| 2008 | David Archuleta - Debuutalbum - Première: 11 november 2008 - Label: Jive/Zomba | 2               | —               | 14              | —               | —               |              |
| 2009 | Christmas From The Heart - Première: 6 oktober 2009 - Label: Jive/Zomba        | 30              | —               | -               | —               | —               |              |
| 2010 | The Other Side Of Down - Première: 5 oktober 2010 - Label: Jive/Zomba          | 13              | —               | -               | —               | —               |              |
| 2012 | Begin - Première: 7 augustus 2012 - Label:                                     | -               | —               | -               | —               | —               |              |

### Singles
| Jaar | Single                      | Hoogste positie | Hoogste positie | Hoogste positie | Hoogste positie | Hoogste positie | Hoogste positie |
| Jaar | Single                      | US Hot 100      | US Pop 100      | US AC           | US T40 Main     | US Adult        | CAN             |
| ---- | --------------------------- | --------------- | --------------- | --------------- | --------------- | --------------- | --------------- |
| 2008 | "Crush"                     | 2               | 12              | 7               | 13              | 15              | 7               |
| 2009 | "A Little Too Not Over You" | 114             | 83              | —               | —               | —               | —               |
| 2009 | "Muscles"                   | —               | —               | —               | —               | —               | —               |
| 2010 | "Something 'Bout Love"      | —               | —               | —               | —               | —               | —               |
| 2010 | "Elevator"                  | —               | —               | —               | —               | —               | —               |
|      |                             |                 |                 |                 |                 |                 |                 |

### Andere nummers
| Jaar | Single                            | Hoogste positie | Hoogste positie | Hoogste positie | Album           |
| Jaar | Single                            | US Hot 100      | US Pop 100      | CAN             | Album           |
| ---- | --------------------------------- | --------------- | --------------- | --------------- | --------------- |
| 2008 | "Imagine"                         | 36              | 35              | 31              | American Idol   |
| 2008 | "Don't Let the Sun Go Down on Me" | 58              | 41              | 50              | American Idol   |
| 2008 | "In This Moment"                  | 60              | 43              | 56              | American Idol   |
| 2008 | "Longer"                          | 115             | 97              | —               | American Idol   |
| 2008 | "Think of Me"                     | 119             | —               | —               | American Idol   |
| 2008 | "Angels"                          | 89              | —               | 64              | David Archuleta |

- Gemeinsame Normdatei: 138773971
- International Standard Name Identifier: 0000 0001 1468 5846
- Library of Congress Control Number: no2008182542
- MusicBrainz: 150c1fdf-3fc1-4672-93fa-a1aca0a85a53
- Virtual International Authority File: 19510876
- WorldCat: E39PBJg8JTmycyXhj7fmfbFtKd